# 春風 (ゆずの曲)
「春風」（はるかぜ）は、ゆずの楽曲で、通算23枚目のシングル。2007年3月7日に発売。発売元はセーニャ・アンド・カンパニー。

## 概要
前年の暮れに「2007年の第一弾シングルは春風」と発表されていた。小田和正と結成したスペシャルユニット「ゆずおだ」としてリリースした「クリスマスの約束」以来3か月ぶり、単独名義としては「超特急／陽はまた昇る」以来約1年4か月ぶりのシングルとなる。また、「3番線/水平線」以来5作ぶりとなるノンタイアップシングル。
このシングル発売の際には、『笑っていいとも!』（フジテレビ系）、『ミュージックステーション』（テレビ朝日系）に初出演するなど、地上波テレビ局の番組に複数出演した。これを境に、ゆずは地上波での露出が以前よりも増えることになる。また、テレビでの楽曲披露の際は、表題曲に参加したバイオリニストの葉加瀬太郎も出演していた。
また、リクルート×SCHOOL OF LOCK!の企画で、同年の2月28日に東京都立久留米高等学校で卒業ライブを行なった。
オリコンデイリーチャートでは初登場1位を獲得したが、2日目以降は「Flavor Of Life」（宇多田ヒカル）の2週目や「CHE.R.RY」（YUI）を下回り、週間では3位にとどまった。

## 収録曲
1. 春風 meets 葉加瀬太郎　（4:47）
  - 作詞・作曲: 岩沢厚治、編曲: ゆず、寺岡呼人
  - ゆずが路上ライブを行なっていた時代から存在していた楽曲。路上時代およびライブではイントロ部分やハーモニカ類は使用されておらず、CD化の際にリアレンジされ付け加えられた部分である。間奏部分では葉加瀬がバイオリンソロを弾いており、この部分も今回追加されたものである。
  - 2007年10月28日に横浜アリーナで開催されたライブ「ゆずデビュー10周年感謝祭 "ゆずのね" 〜名前の由来は聞かないで〜」に葉加瀬がゲスト出演。この日のためにロンドンから帰国した、とリーダー・北川から紹介され、同曲と「夏色」の2曲をコラボレーションした。また、その模様は後に発売されたDVDで確認可能。
  - 1曲を通して北川がリードボーカルを歌い、作曲者の岩沢はコーラスを担当。
2. スナフキン　（3:32）
  - 作詞・作曲: 北川悠仁
  - トーベ・ヤンソンの作品『ムーミン』の登場人物である自由と孤独を愛する旅人、スナフキンをモチーフにした歌。

## 演奏
- 北川悠仁：Vocal, Acoustic Guitar, Pianica
- 岩沢厚治：Vocal, Acoustic Guitar, Harp
- 葉加瀬太郎：Solo Violin (#1)
- 島村英二：Drums (#1)
- 高水健司：Bass (#1)
- 中西康晴：Keyboards (#1)
- 上杉洋史：Keyboards (#2)
- 寺岡呼人：Computer Programming
- 柏木広樹：Strings and Viola Arrangement (#1)
- NAOTOストリングス：(#1)

## 収録作品
- 春風
  - WONDERFUL WORLD
  - YUZU YOU [2006-2011]
  - YUZU 20th Anniversary ALL TIME BEST ALBUM ゆずイロハ 1997-2017
  - ゆずのみ〜拍手喝祭〜 日替わり全曲集+1（弾き語りライブ音源）
- スナフキン
  - アルバム未収録

## テレビ出演
- ミュージックステーション（テレビ朝日、2007年3月9日）